# Dann Huff
Dann Huff (15 novembre 1960) è un cantante, chitarrista, compositore produttore discografico statunitense.
È celebre per essere stato il cantante dei Giant fino al 2001, pubblicando con loro tre album studio, e dei White Heart, sempre insieme al fratello minore David Huff.
Durante la sua carriera ha inoltre suonato come turnista in studio per Michael Jackson, Scritti Politti, Bob Seger, Madonna, Whitesnake, Michael W. Smith, Russell Hitchcock, Amy Grant, Van Stephenson, Roger Hodgson, Steven Curtis Chapman, Doro Pesch, Juice Newton, George Benson, Paula Abdul, Whitney Houston, Barbra Streisand, Kenny Rogers e altri.
Dopo lo scioglimento dei Giant ha intrapreso la carriera di produttore, lavorando con Megadeth, Faith Hill e soprattutto diversi artisti country.

## Discografia

### Con i Giant
- 1989 - Last of the Runaways
- 1992 - Time to Burn
- 2001 - III

### Con i White Heart
- 1982 - White Heart
- 1984 - Vital Signs

### Partecipazioni
- Whitesnake, 1987